# گریت لیکز ایرلاینز
گریت لیکز ایرلاینز (به انگلیسی: Great Lakes Airlines) یک شرکت هواپیمایی با کد یاتا ZK است. دفتر مرکزی گریت لیکز ایرلاینز در شاین، وایومینگ واقع شده‌است و به ۳۰ مقصد، پرواز انجام می‌دهد.